# Жилино (Пермский край)
Жилино — село в Кунгурском муниципальном районе Пермского края России. Входит в состав Шадейского сельского поселения. Известно с 1647 года.

## География
Село находится в юго-восточной части края, на левом берегу реки Бабки, на расстоянии приблизительно 7 километров (по прямой) к западу-северо-западу (WNW) от города Кунгура, административного центра района. Абсолютная высота — 118 метров над уровнем моря.
Климат
Климат характеризуется как умеренно континентальный, с продолжительной многоснежной холодной зимой и коротким умеренно тёплым летом. Среднегодовая температура воздуха — 1,3 °С. Средняя многолетняя температура самого холодного месяца (января) составляет −15,6 °С, температура самого тёплого (июля) — 17,8 °С. Продолжительность безморозного периода составляет 113 дней. Среднегодовое количество осадков — 539 мм. Снежный покров держится в среднем около 170—180 дней в году.

## История
Изначально деревня Жилина принадлежала Вознесенскому монастырю. 
В 1632 году монастырь подал челобитную царю Михаилу Федоровичу, с просьбой об отводе земли около реки Сылвы.
В том же году последовала грамота на имя Соликамского воеводы с приказом отдать испрашиваемые земли по обе стороны Сылвы в оброк Вознесенскому монастырю.
В 2018 году восстановлен  храм Архангела Михаила, закрытый 17 февраля 1936 года.

## Население
| 2010 |
| ---- |
| 265  |

Половой состав
По данным Всероссийской переписи населения 2010 года в половой структуре населения мужчины составляли 47,9 %, женщины — соответственно 52,1 %.
Национальный состав
Согласно результатам переписи 2002 года, в национальной структуре населения русские составляли 97 % из 245 чел.

## Экономика
В советские времена в деревне существовал  совхоз "Жилинский", занимавшийся  семеноводством.